# Guy Bouriat
Guy Bouriat-Quintart (ur. 16 maja 1902 roku w Paryżu, zm. 21 maja 1933 roku w Péronne) – francuski kierowca wyścigowy.

## Kariera
W swojej karierze wyścigowej Bouriat poświęcił się startom w wyścigach Grand Prix oraz w wyścigach samochodów sportowych. Rozpoczął karierę w 1926 roku w wyścigu Paryż-Nicea, gdzie uplasował się na czwartej pozycji w swoim samochodzie EHP. W późniejszych latach startował głównie w samochodach Bugatii, w których stawał na drugim stopniu podium w Grand Prix Monako 1929, Grand Prix Rzymu 1930 oraz Grand Prix Belgii 1930. W 1931 roku uplasował się na trzeciej pozycji w Grand Prix Włoch 1931, zaliczanym do klasyfikacji Mistrzostwa Europy AIACR. Z dorobkiem dwunastu punktów został sklasyfikowany na czwartej pozycji w klasyfikacji generalnej. Rok później stawał na podium w Grand Prix Dieppe (3. miejsce) oraz Grand Prix de la Baule (2. miejsce). W latach 1926-1929, 1931-1932 Francuz pojawiał się w stawce 24-godzinnego wyścigu Le Mans. W drugim sezonie startów uplasował się na trzeciej pozycji w klasie 1.1, a w klasyfikacji generalnej był piąty. Rok później był czwarty w klasie 1.1. W sezonie 1929 stanął na drugim stopniu podium w klasie 8, plasując się jednocześnie na piątym miejscu w końcowej klasyfikacji kierowców. W 1933 roku zginął podczas wypadku w wyścigu Grand Prix Picardy.